# Podotenus lindensis
Podotenus lindensis är en skalbaggsart som beskrevs av Blackburn 1892. Podotenus lindensis ingår i släktet Podotenus och familjen Aphodiidae. Inga underarter finns listade i Catalogue of Life.